# Лауреати (фільм, 1916)
Лауреати (англ. Prize Winners) — американська короткометражна кінокомедія режисера Олівера Харді 1916 року.

## У ролях
- Олівер Харді — Бейбі
- Кейт Прайс — леді Кейт
- Біллі Рюге — Біллі